# Кастель-ді-Тора
Кастель-ді-Тора (італ. Castel di Tora) — муніципалітет в Італії, у регіоні Лаціо,  провінція Рієті.
Кастель-ді-Тора розташований на відстані близько 55 км на північний схід від Рима, 22 км на південь від Рієті.
Населення — 292 особи (2014).

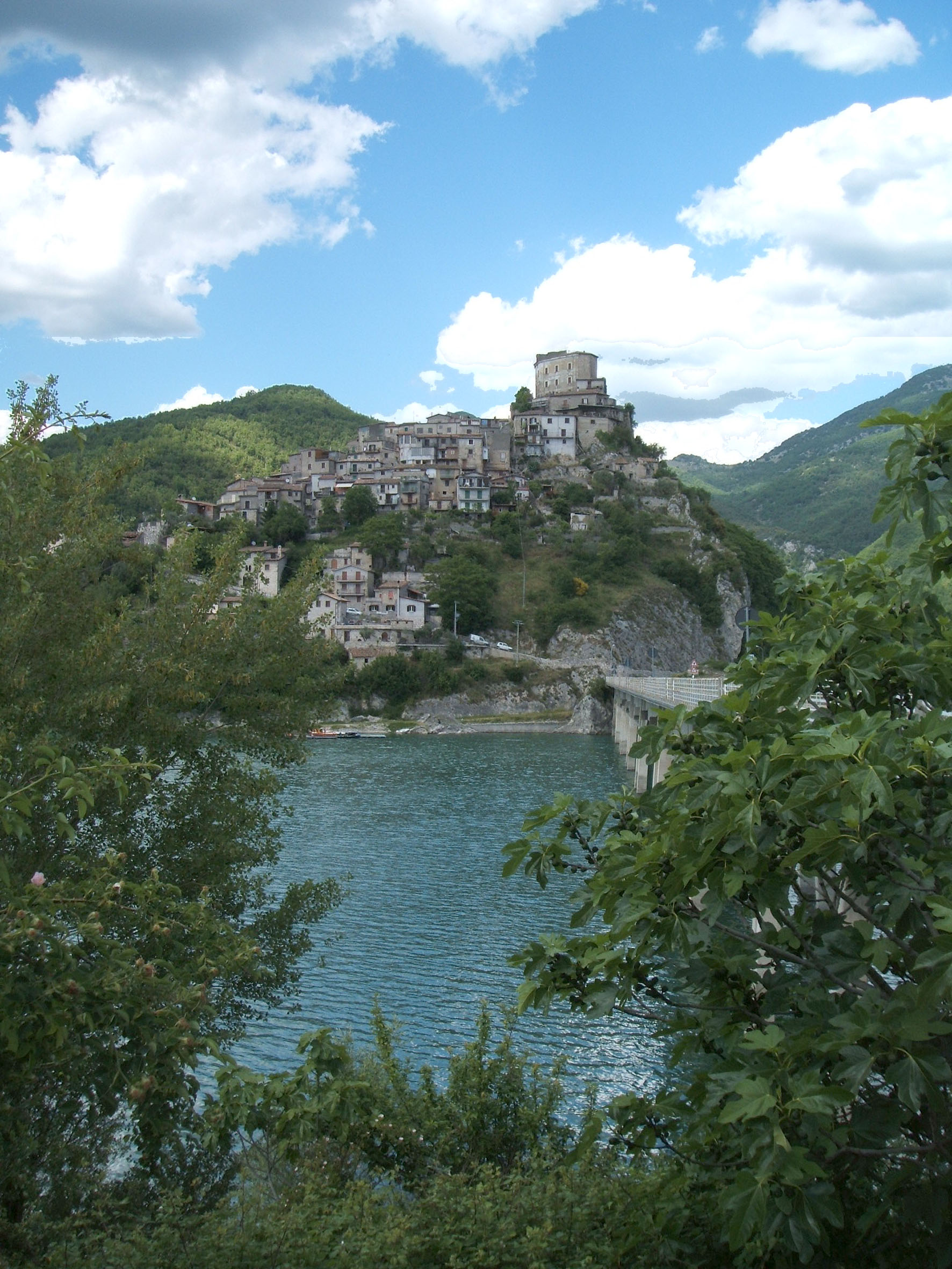

Щорічний фестиваль відбувається 10 липня. Покровитель — Santa Anatolia.

## Демографія
Населення за роками:

Станом на 1 січня 2023 року в муніципалітеті офіційно проживало 25 іноземців з 8 країн, серед них 13 громадян країн Євросоюзу та 1 громадянин України.

## Сусідні муніципалітети
- Аскреа
- Колле-ді-Тора
- Поццалья-Сабіна
- Рокка-Сінібальда
- Варко-Сабіно